# Косовчица
Косовчица је ријека у Далмацији (Хрватска). Лијева је притока Крке. Дуга је 12,5 km. Извире у западном подножју планине Козјак, код Риђана, а затим тече кроз Косово поље, према сјеверу. У Крку се улива 1 km југоисточно од Книна, код Поткоња. Прима лијеву притоку Мијановац.